# Steve Sidwell
Steve Sidwell, född 14 december 1982 i Wandsworth, är en engelsk före detta fotbollsspelare.

## Karriär
Sidwell började sin karriär i London-klubben Arsenal FC där han bland annat var kapten i deras reservlag. Men eftersom han aldrig riktigt fick chansen i deras A-lag så han var utlånad till flera andra klubbar. Till slut gick han till Reading.
Efter att ha imponerat i Reading under två säsonger så drog han blickar till sig från flera stora klubbar och sommaren 2007 skrev han ett kontrakt med Chelsea.
Efter ett år i Chelsea valde Sidwell att fortsätta sin karriär i Aston Villa och skrev under sommaren på ett 3-årskontrakt med klubben. I januari 2011 skrev Steve Sidwell på ett 6-månadskontrakt, med option för förlängning till sommaren 2014, med Fulham FC. Den 9 juni 2014 skrev han på ett tvåårskontrakt med Stoke City.
I augusti 2018 meddelade Sidwell att han avslutade sin spelarkarriär.